# Аделхайд фон Райнфелден
Вижте пояснителната страница за други личности с името Аделхайд.
Аделхайд фон Райнфелден, също Аделхайд Швабска или Аделхайд Унгарска (на немски: Adelheid von Rheinfelden, Adelheid von Schwaben, Adelheid von Ungarn; * пр. 1077; † май 1090), е принцеса от Швабия и чрез женитба кралица на Унгария (1077 – 1090).

## Биография
Дъщеря е на швабския херцог и германския антикрал Рудолф фон Райнфелден († 1080) и втората му съпруга Аделхайд Савойска († 1079), дъщеря на граф Ото I Савойски и Аделхайд от Суза. Сестра е на херцог Бертхолд фон Райнфелден († 1090) и на Агнес фон Райнфелден († 1111), омъжена 1079 г. за херцог Бертхолд II фон Церинген († 1111).
Аделхайд фон Райнфелден се омъжва 1077 г. за унгарския крал Ласло I, Светия, († 2 юли 1095) от рода на Арпадите. Те имат две дъщери:
- Пирошка/Ирина (* 1088; † 13 август 1134), омъжена 1104/05 г. за съимператор Йоан II Комнин († 1143)
- дъщеря (* 1082/90; † пр. 1106), омъжена пр. 1091 г. за Ярослав Святополчич († май 1123), княз на Волиния, син на Святополк II

Погребана е в „Св. Блазиус“ във Веспрем.